# Plagiostenopterina interrupta
Plagiostenopterina interrupta är en tvåvingeart som först beskrevs av Günther Enderlein 1924.  Plagiostenopterina interrupta ingår i släktet Plagiostenopterina och familjen bredmunsflugor. Inga underarter finns listade i Catalogue of Life.